# 헤도네
헤도네(Hedone)는 그리스 신화에서 에로스와 프시케의 딸이고, 쾌락의 여신이다.
고대 그리스 철학, 특히 에피쿠로스 학파에서 중요한 개념이었다. 이것은 또한 영단어 "hedonism"(쾌락주의)의 어원이기도 하다.
그리스 신화에서 헤도네는 에로스(사랑의 의인화)와 프시케(영혼의 의인화)가 결합하여 태어난 딸로 쾌락, 향락, 환희의 여신으로 의인화된다. 헤도네는 더 구체적으로 관능적 쾌락과 관련이 있다. 헤도네의 반의어는 고통의 의인화인 알게아(Algea)였다. 로마 신화에서 헤도네의 등가물은 볼룹타스(Voluptas)이다. 헤도네가 컬트 숭배의 대상이었다는 증거는 없다.

## 같이 보기
- 쾌락주의